# Valle de Arberoa

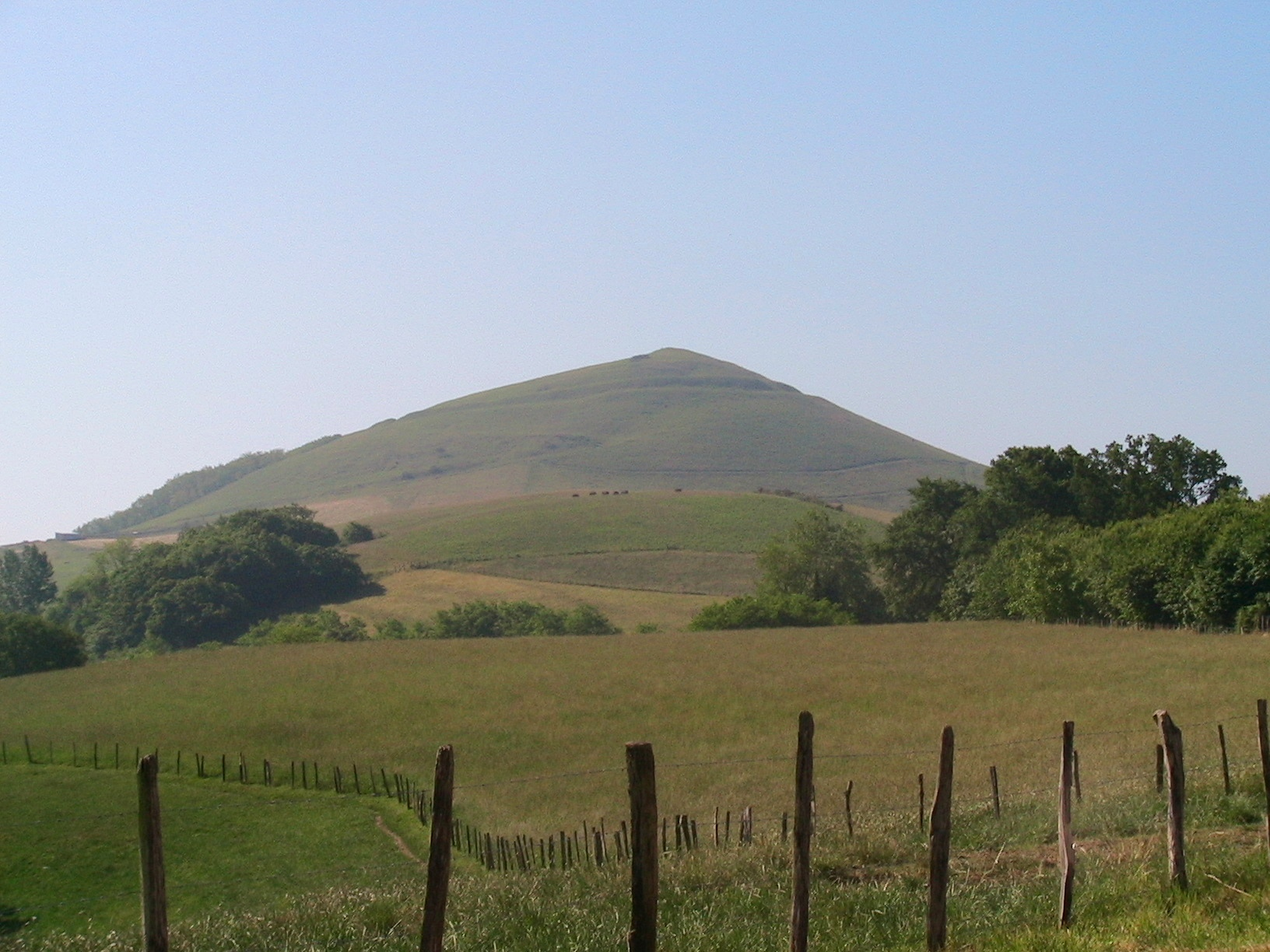
Monte Abarratia en el Valle de Arberoa.

El Valle de Arberoa (francés:Vallée de l'Arberoue, euskera: Arberoa ibaia) es un valle de los Pirineos occidentales que forma parte del País Vasco francés dentro del Departamento de Pirineos Atlánticos.

## Localización
Limita al norte con La Bastide-Clairence, al sur con Irissarry, al este con el Valle de Nive y al oeste con Labort.
Los municipios que forman parte del valle son:
- Ayherre
- Isturits
- Méharin
- Saint-Esteben
- Saint-Martin-d'Arberoue

## Historia
Durante la Edad Media formó el Señorío de Belzunce que se mantuvo fiel al Reino de Navarra hasta que se produjo la anexión castellana de la Alta Navarra en 1512. Desde ese momento los señores del valle prestaron fidelidad a la familia Albret, heredera de los derechos dinásticos en la Baja Navarra y última dinastía reinante en la región de Bearn. Con el fin de Bearne como reino, los señores de Arberoa prestaron lealtad al rey de Francia.
- Datos: Q3058126